# Symphylella australiensis
Symphylella australiensis är en mångfotingart som beskrevs av Ulf Scheller 1961. Symphylella australiensis ingår i släktet findvärgfotingar, och familjen slankdvärgfotingar. Inga underarter finns listade i Catalogue of Life.